# 妙円寺 (渋谷区)

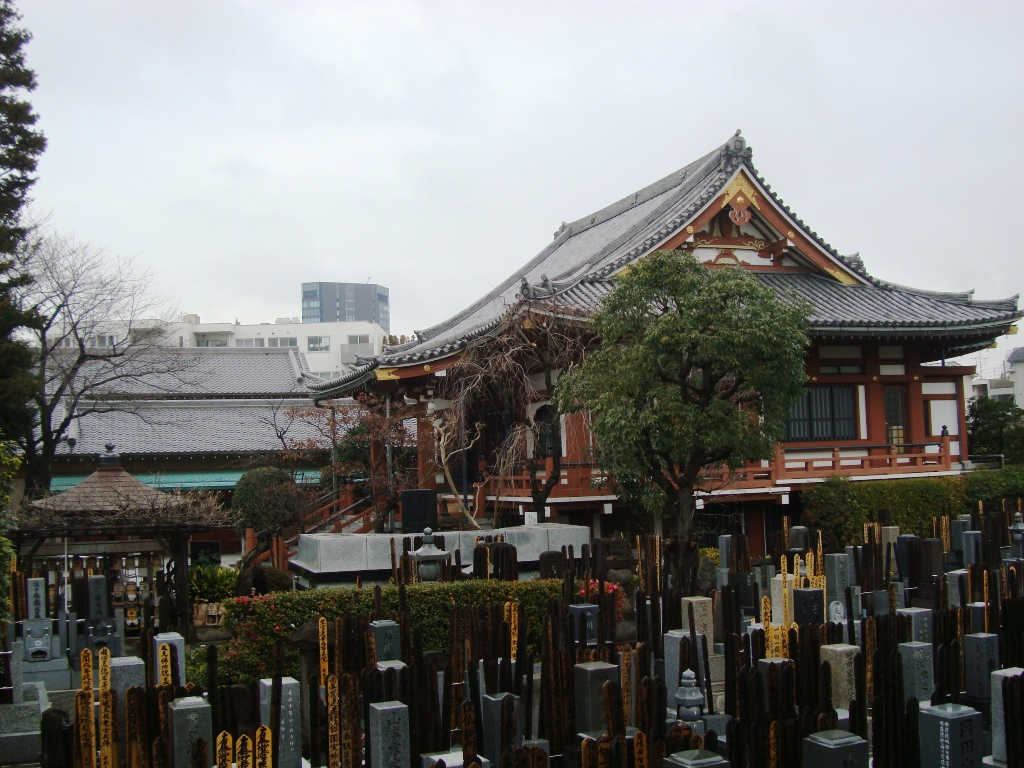
妙円寺

妙円寺（みょうえんじ）は、東京都渋谷区にある日蓮宗の寺である。山号は蓮光山。旧本山は、小湊誕生寺。潮師法縁。

## 概要
毎年夏の土用の丑の日に行われる行事、「ほうろく灸」で知られる。「ほうろく灸」はほうろく（素焼きの土器）を使った灸である。
本堂脇の墓地には、第7代横綱・稲妻雷五郎の墓（根本家）、山門を入ったすぐ右手には、山手五番組火消頭取として名を馳せた幕末の侠客・薬鑵平五郎（藤家）や戦国武将の後藤基次の後裔・又太夫正俊の墓がある。また日本を代表するバイクレーサーであった加藤大治郎の墓所も在る。
また、珍しい墓として、城西地区の銭湯の従業員の霊を弔った坂下家寄子の墓がある。風呂屋の従業員にはかつて三助や身寄りのない者が多かったと考えられ、口入業（就職斡旋業）を生業としていた坂下家がこれを弔ったものと考えられている。
同じく山門の右手には立像合掌の菩薩を安置する浄業菩薩堂があるが、この菩薩は大東亜戦争末期の1945年（昭和20年）5月、アメリカ軍による東京大空襲（山の手大空襲）で付近一帯が焼け野が原となった際にも焼け残ったものである。

## 歴史
「原宿」の地名の起源となった鎌倉街道の宿場町・原宿は、現在の妙円寺付近にあったとされる。
江戸時代、寺子屋教育が行われており、原宿70番地（当時）に1881年（明治14年）に開校した穏原小学校には妙円寺の寺子屋の生徒も収容された。その後、近隣の住宅化の進行と児童数の増加に伴って1889年（明治22年）には現在の妙円寺の地に校舎が新築され、1900年（明治33年）に原宿170番地（当時）に移転するまで、ここに小学校校舎が置かれていた。門前には、これらの経緯を示す標識板が渋谷区によって設置されている。